# فرد اولمن
فرد اولمن (انگلیسی: Fred Uhlman؛ ۱۹ ژانویه ۱۹۰۱ – ۱۱ آوریل ۱۹۸۵ (۸۴ سال)) یک نویسنده و نقاش آلمانی بود.

فرد اولمن در ۱۹ ژانویه ۱۹۰۱ در اشتوتگارت آلمان و در خانواده متوسط یهودی به دنیا آمد. در دانشگاه فرایبورگ، دانشگاه لودویگ ماکسیمیلیان مونیخ و دانشگاه توبینگن و در رشته حقوق تحصیل کرد. در سال ۱۹۳۳ و پس از روی کار آمدن هیتلر به پاریس نقل مکان کرد. در آنجا با کشیدن نقاشی و فروش آنها گذران زندگی می‌کرد. در سپتامبر ۱۹۳۶ به لندن رفت و چند بعد با دایانا کرافت ازدواج کرد. فرد اولمن اولین نمایشگاه انفرادی نقاشیهایش را در پاریس در سال ۱۹۳۵ برگزار کرد.
رمانش به نام دوست بازیافته در سال ۱۹۷۱ منتشر شد. این رمان پس از چند سال سکوت، هنگام تجدید چاپ در سال ۱۹۷۷ و مقدمه‌ای که آرتور کستلر بر آن نوشت، با استقبال روبرو شد.

فرد اولمن در ۱۱ آوریل ۱۹۸۵ در لندن درگذشت.